# Signe Jacobsson (politiker)
Signhild (Signe) Maria Jacobsson, född 12 augusti 1869 i Östhammars församling, död där 12 maj 1965, var en svensk kvinnosakskvinna, gymnastikdirektör och politiker. Hon var ordförande för Föreningen för kvinnans politiska rösträtt i Östhammar från 1909 till dess slut 1921. Hon var även den första kvinnliga stadsfullmäktigeledamoten i Östhammars stad. Hon invaldes 1916 och började i sitt ämbete 1917.

## Biografi
Jacobsson var dotter till Anders Adolf Jacobsson som arbetat som handlare vid Drottninggatan, Stockholm.